# Левс Буковскіс
Левс Буковскіс (латис. Ļevs Bukovskis; 1910—1984) — латиський скульптор, народний художник Латвії (з 1976), член-кореспондент Академії мистецтв СРСР (з 1975).

## Біографія
Народився 12 червня 1910 року в Ризі в родині Володимира Буковського, окружного судді польського походження, та його дружини Альми Грінервальд, німецько-балтійського походження. У 1937 році Левс Буковскіс вперше виставив свою роботу «Пушкін і няня» на виставці. Навчався у Флорентійській академії мистецтв (1938―1939).
Під час Другої світової війни вступив до новоствореного кооперативу майстрів образотворчого мистецтва, а в 1944 році був обраний членом «Кооперативу майстрів образотворчого мистецтва Радянського Союзу». У 1944 році Буковскі був призваний до Латиського легіону, а в 1945 році заарештований НКВС, але йому вдалося уникнути репресій.
Після війни Буковскіс почав проектувати пам'ятники жертвам Другої світової війни та борцям революції 1905 року, але лише в 1957 році його прийняли до Спілки художників Латвійської РСР. У 1973 році в Парку столітнього ювілею Латвійського пісенного фестивалю було відкрито його пам'ятник на честь сторіччя Латвійського пісенного фестивалю. У 1976 році отримав почесне звання народного артиста Латвійської РСР.
У 1981 році в Ризі та Єкабпілсі йому було присвоєно звання латвійського художника року. У 1981 році відбулася персональна виставка Буковскіса «Тільки бронза». У 1983 році відбулася персональна виставка у Фрунзе (нині Бішкек). Брав участь у створенні пам'ятника в Парку Перемоги, який було відкрито в 1985 році, вже після смерті скульптора.
Помер у Ризі 18 березня 1984 року. Похований на Лісовому цвинтарі.

## Творчість
Автор пам'ятників (героям-комсомольцям на кладовищі Райніса, 1954; борцям Революції 1905 на кладовищі Матіса, 1956–59 — обидва в Ризі; меморіальних ансамблів пам'яті жертв фашистського терору в Саласпілсі, 1961–67, та Єкабпілсі, 1976, у співавторстві), станкових композицій («Герої громадянської війни Е. Берг і А. Железняк», 1957; «Земля», 1971), портретів (М. Келдиша, 1977, та ін.). Нагороджений орденом «Знак Пошани». Ленінська премія, 1970.